# Shim Hyung-rae
Shim Hyung-rae (en hangul, 심형래; Seúl, Corea del Sur - 3 de enero de 1958) es un actor y director de cine surcoreano, mejor conocido por dirigir las películas Yonggary (용가리) y D-War (디-워). A menudo ha trabajado con otros directores como Nam Gi-nam y Kim Cheong-gi. Dirigió otras películas que son Young-guwa gongryong Zzu-Zzu (1993), Pinky Can (1994), The Power King (1995) y The Dumb Mafia (2010)

## Carrera
Hyung-rae ha sido considerado como uno de los cómicos más populares de la televisión coreana. Desde que se embarcó en la industria del cine, ha estado involucrado en la producción de cerca de 100 producciones de cine, ya sea como guionista, escritor, director, actor, productor o productor ejecutivo. Aunque todavía es relativamente desconocido en los Estados Unidos, Hyung-Rae Shim, ha sido seleccionado por la revista "Asia week" como uno de los líderes más influyentes de Asia en la tecnología informática del siglo 21. 
Por los avances que ha hecho en el cine de ciencia ficción, el gobierno de Corea reconoció a Shim Hyung-rae como uno de los pensadores más importantes de Corea de su tiempo.

## Filmografía

### Actor
- The Dumb Mafia (라스트 갓파더, The Last Godfather) (2010)
- Ureme 8 (1993)
- An Idiot and a Thief (머저리와 도둑놈 Meojeoriwa Doduknom) (1992)
- Ureme 7: The Return of Ureme (Ulemae 7: Dolaon Ulemae) (1992)
- Deuraegon bol: Ssawora Hijo O-gong, igyeora Hijo O-gong (1990)
- Spark Man (스파크맨 Seupakeumaen) (1988)
- Slap on the Cheek Several Times (따귀 일곱대 Kka-gwi-ilgopdae) (1987)
- New Machine Uremae 5 (뉴머신 우뢰매 (제5탄) Nyu Meosin Uroemae (Je 5 tan) (1988)
- Wuroemae 4: Thunder V Operation (우뢰매 4탄 썬더브이 출동 Uroemae 4 tan Sseondeo-beu-i) (1987)
- Operation of Alien Uremae (외계에서 온 우뢰매 전격쓰리작전 Oegye-eseo On Uroemae Jeon-gyeongsseurijakjeon) (1987)
- A Journey (여로 Yoro) (1986)
- Wuroemae from the Outside, Part II (외계에서 온 우뢰매 2 Oegye-eseo On Uroemae 2) (1986)
- Wuroemae from the Outside (외계에서 온 우뢰매 Oegye-eseo On Uroemae) (1986)
- Shim Hyung-raeui tamjeonggyu (1985)
- Jaknyeone watdeon gakseoli (1985)
- Cheolbuji (1985)
- Beggar of the Last Year (작년에 왔던 각설이 Jaknyeon-e Watdeon Gakseori) (1985)
- Beggar's Song (각설이 품바타령 Gakseori Pumbataryeong) (1984)

### Director
- The Dumb Mafia (2011)
- The Last Godfather (2010)
- D-War (디 워 Dragon War) (2007)
- Yonggary (용가리 Yong-gari) (1999) (re-released as Yonggary vs. Cycler or 2001 Yonggary on 2001)
- Dragon Tuka (드래곤 투카 Deuraegon Tuka) (1996)
- The Power King (파워킹 Paweo King) (1995)
- Tirano's Claws (티라노의 손톱 Tirano-ui Sontop) (1994)
- Pinky Can (핑크빛 꼴통 Pingkibit Ggol-tong) (1994)
- Young-Gu and Zuzu, the Dinosaur|Young-guwa gongryong Zzu-Zzu (영구와 공룡 쭈쭈바 Yeong-gu wa gongnyong Jju-jju Bar) (1993)

### Programas de variedades
- King of Mask Singer (2020) Concursó como ""Black Horse"", ep. 273-274.
- Running Man (2010) Invitado.
- Hello Counselor (2010) Invitado, ep. 3.